# 2,3-diaminopropionat N-oksaliltransferaza
2,3-Diaminopropionat -oksaliltransferaza (EC 2.3.1.58, oksalildiaminopropionatna sintaza, ODAP sintaza, oksalil-KoA:L-alfa,beta-diaminopropionsko kiselinska oksaliltransferaza, oksalildiaminopropionska sintaza, oksalil-KoA:L-2,3-diaminopropanoat 3-N-oksaliltransferaza) je enzim sa sistematskim imenom oksalil-KoA:-2,3-diaminopropanoat 3-oksaliltransferaza. Ovaj enzim katalizuje sledeću hemijsku reakciju
oksalil-KoA + L-2,3-diaminopropanoat {\displaystyle \rightleftharpoons } KoA + N3-oksalil-L-2,3-diaminopropanoat

## Literatura
- Nicholas C. Price; Lewis Stevens (1999). Fundamentals of Enzymology: The Cell and Molecular Biology of Catalytic Proteins (Third изд.). USA: Oxford University Press. ISBN 019850229X.
- Eric J. Toone (2006). Advances in Enzymology and Related Areas of Molecular Biology, Protein Evolution (Volume 75 изд.). Wiley-Interscience. ISBN 0471205036.
- Branden C; Tooze J. Introduction to Protein Structure. New York, NY: Garland Publishing. ISBN 0-8153-2305-0.
- Irwin H. Segel. Enzyme Kinetics: Behavior and Analysis of Rapid Equilibrium and Steady-State Enzyme Systems (Book 44 изд.). Wiley Classics Library. ISBN 0471303097.

## Spoljašnje veze
- 2,3-diaminopropionate+N-oxalyltransferase на 